# 下川駅

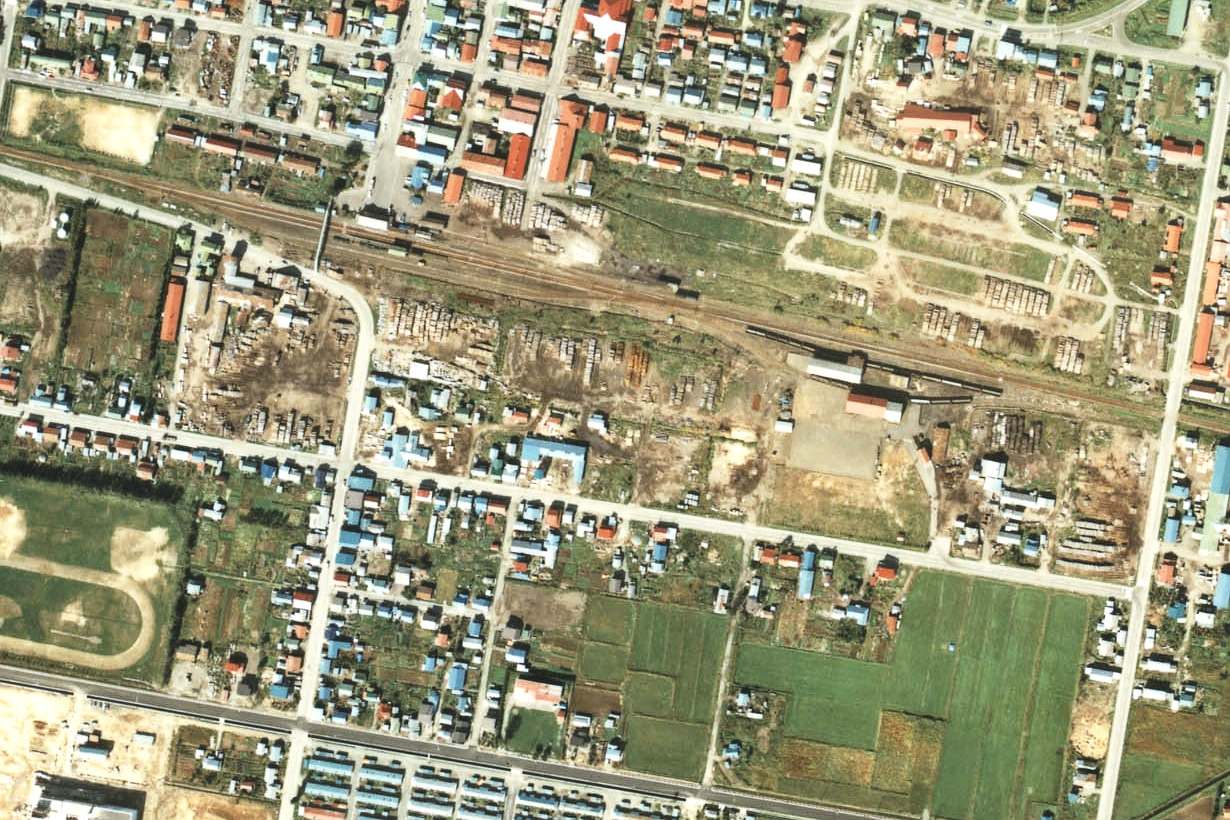
1977年の下川駅と貨物ホーム。周囲約500m×750m範囲。右が紋別方面。左側に下川駅の本構があり、少し離れた右に戦後に設置された大きな貨物ホームと側線がある。周囲はかなり広いストックヤードとなっていて、パルプ材が野積みされているが、既に疎らである。北側の営林署のストックヤードは既に草生して一部が宅地になっているが、かつては珊瑠森林鉄道が引き込まれていて、町と名寄川を挟んだ対岸の支流サンル川上流から木材を搬入していた。この軌盤跡は、上中央より少し右寄りから本線に対して直角に向かって入る道路として残っている。ヤード右側の水色の家屋は当時の機関車庫の一部。最盛期の頃はこれらのヤードが満杯になった事もあった。
また、写真下端に道道354号が本線と並行して走っているが、1951年（昭和26年）に廃止されるまで、下川鉱山軌道（中名寄森林鉄道ペンケ線）がこの道沿いを右へ向かい、下川ペンケ川上流の鉱山まで引かれていた。この軌道はまた、下中央から少し右寄りに見える青い屋根の民家の庭先で90°上に曲がり、貨物ホームの左側でまた90°左へ曲がって本線と並行して下川駅構内へ向かっていた。軌盤跡がこれらの曲がり箇所に残っているのが見える。また中名寄森林鉄道パンケ線は、この民家からペンケ線とは逆方向へ向かって曲がり、町営住宅や左下に見える建設中の中学校の敷地を通って桑の沢川の上流へ向かっていた。

下川駅（しもかわえき）は、北海道（上川支庁）上川郡下川町共栄町にあった北海道旅客鉄道（JR北海道）名寄本線の駅（廃駅）である。事務管理コードは▲122105。

## 歴史
1986年（昭和61年）まで運行されていた急行「紋別」の停車駅であった。
- 1919年（大正8年）10月20日 - 鉄道院名寄線名寄 - 当駅間開通に伴い終着駅として開業[1]。一般駅[1]。
- 1920年（大正9年）10月25日 - 当駅 - 上興部間延伸開通に伴い中間駅となる。
- 1923年（大正12年）11月5日 - 線路名を名寄本線に改称、それに伴い同線の駅となる。
- 1948年（昭和23年）6月 - 営林局専用の側線を新設する。
- 1949年（昭和24年）
  - 1月1日 - 下川鉱山専用の側線を新設する。
  - 6月1日 - 日本国有鉄道に移管。
- 1950年（昭和25年） - 下川鉱山が当駅まで索道設置。
- 1962年（昭和37年） - 下川鉱山がトラック輸送に切り替え、索道廃止。
- 1969年（昭和44年）10月20日 - 開駅50周年事業として人道跨線橋を新設する[注 1]。
- 1982年（昭和57年）11月15日 - 貨物取扱いを廃止する[1]。
- 1984年（昭和59年）2月1日 - 荷物取扱いを廃止する[1]。
- 1987年（昭和62年）4月1日 - 国鉄分割民営化によりJR北海道に継承される[1]。
- 1989年（平成元年）5月1日 - 名寄本線の廃線に伴い廃止となる[1]。
- 1991年（平成3年）1月 - 下川町のバスターミナル合同センターが当駅跡地に完成する。

### 駅名の由来
当駅の所在する地名（町名）より。

## 駅構造
廃止時点で、相対式ホーム2面2線を有する地上駅で、列車交換可能な交換駅であった。互いのホームは駅舎側ホーム中央部分と対向側ホーム西側を結んだ構内踏切で連絡していた。線路北側の駅舎側ホームが下り線、対向側ホームが上り線となっていた。そのほか1983年（昭和58年）時点では、下り線遠軽方から駅舎側に分岐し駅舎東側のホーム切欠き部分の貨物ホームへの貨物側線を2線、また上り線から分岐し対向側ホームの外側（乗降不可）への貨物側線を2線、また副本線の遠軽方から分岐した側線を2線有していた。
職員配置駅で、駅舎は構内の北側（遠軽方面に向かって左側）に位置し下り線ホーム中央部分に接していた。

## 利用状況
乗車人員の推移は以下のとおり。年間の値のみ判明している年については、当該年度の日数で除した値を括弧書きで1日平均欄に示す。乗降人員のみが判明している場合は、1/2した値を括弧書きで記した。
| 年度               | 乗車人員 | 乗車人員 | 出典  | 備考 |
| 年度               | 年間     | 1日平均  | 出典  | 備考 |
| ------------------ | -------- | -------- | ----- | ---- |
| 1978年（昭和53年） |          | 366      | [ 7 ] |      |

## 駅周辺
- 国道239号（下川国道）[8]
- 北海道道330号下川停車場線
- 北海道道354号ペンケ下川停車場線
- 下川町役場
- 名寄警察署下川駐在所
- 上川北部消防事務組合下川消防署
- 下川郵便局
- 北星信用金庫下川支店
- 北はるか農業協同組合（JA北はるか）下川支所
- 五味温泉 - 駅から南に約6km[6]。
- 下川鉱山 - 駅から南東に約9.5km[6]。
- 名寄川[8]

## 下川町バスターミナル合同センター
名寄本線廃止に伴うバス利用者等の利便を図り、交通資料の保存展示、町民の生活文化向上を目的として1991年（平成3年）1月に開設された。バス待合室やトイレ等が設置され、エントランスホールには鉄道コーナーがあり駅の写真などが展示されている。1階には下川町商工会、観光協会が入居し、2階にはコミュニティホール（大ホール）などが設置されている。
- 名士バス
  - 名寄方面
  - 興部方面
- 下川町コミュニティバス
  - 班渓線 - 五味温泉

## 駅跡
上記の下川町バスターミナル合同センターのほか、にぎわい広場、林業総合センターなどが設置された。広場には名寄本線で使用された車輌であるキハ22形気動車キハ22 237、キハ22 245の2両が連結された状態で静態保存・展示されている。これらの車両は2000年（平成12年）時点では集会所として再利用されており、2010年（平成22年）時点では車体にかなり痛みが見られた。車内はお座敷風に改装されている。また、名寄本線の沿革が記載された「鉄道記念碑」が建立されている。路盤跡は「ふるさと通り」として道路が整備された。

## 隣の駅
北海道旅客鉄道
名寄本線
岐阜橋駅 - 下川駅 - 二ノ橋駅

## 接続
旭川営林局下川営林署の管轄として、下川駅に隣接した2つのストックヤード（土場）を設置し、1956年（昭和31年）頃まで作業軌道を含む総延長40km近い森林鉄道を有しており、その間下川鉱山の未精錬鉱石運搬にも使用されて、これら天然資源の貨物が下川駅を利用した。その後徐々にトラック輸送に切り替えられ、1959年（昭和34年）の森林鉄道全廃に伴い、下川駅は扱う貨物の大半を失った。
- 1936年（昭和11年） - 珊瑠森林鉄道（20km）竣工。第一土場（下川駅北側）へ運材[13]。
- 1942年（昭和17年） - 中名寄森林鉄道ペンケ線（本線10.5km、作業軌道5.5km）竣工、第二土場（下川駅南側）へ運材[13]。下川鉱山と併用。
- 1950年（昭和25年）
  - - 下川鉱山が選鉱場から当駅まで索道を設置し、中名寄森林鉄道ペンケ線の利用を廃止。
  - 9月 - 中名寄森林鉄道ペンケ線撤去[13]。
- 1952年（昭和27年） - 中名寄森林鉄道パンケ線（13.8km）竣工（ペンケ線の軌道を移設）[13]。
- 1956年（昭和31年） - 珊瑠森林鉄道（30km）撤去、軌道跡をトラック道に切り替え[13]。
- 1959年（昭和34年） - 中名寄森林鉄道パンケ線廃止[13]。